# World Championship Rugby
World Championship Rugby est un jeu vidéo de rugby à XV développé par Swordfish Studios et édité par Acclaim en 2004 après la Coupe du monde de rugby à XV 2003. Le jeu est disponible sur PC, PlayStation 2, Xbox.

## Championnats
Il est possible d'évoluer avec les meilleures nations de rugby à XV soit en amical soit sur des défis soit sur un mode coupe du monde calqué sur la Coupe du monde de rugby à XV 2003.
World Championship Rugby comprend les vingt équipes engagées dans la Coupe du monde.
Les habituelles compétitions internationales sont présentes : la Coupe du monde, le Tournoi des Six Nations, le Tri-nations, la tournée et les traditionnels championnats et coupes peuvent être créées.
Les commentaires sont assurés par Pierre Salviac et Thierry Lacroix pour la version française.

## Développement
Les développeurs de Swordfish Studios viennent du Royaume-Uni et se sont déjà illustrés avec Jonah Lomu Rugby.

## Ambassadeurs du jeu
- France : Frédéric Michalak (Stade toulousain)